# Digital Radio Mondiale

Logo-ul Digital Radio Mondial (DRM)

Digital Radio Mondiale (DRM) este un standard radio digital în care transmisia radio se face în benzile de frecvențe joase (lungi, medii și scurte), sub frecvența de 30 Mhz. Sistemul permite transmisia semnalului audio cu o calitate apropiată de transmisiile FM. 

Standardul DRM (ETSI ES 201 980) a fost omologat de institutii internationale de profil ca : Uniunea Internațională a Telecomunicațiilor (UIT), Comisia Electrotehnică Internațională (IEC) și European Telecommunications Standards Institute (ETSI). 
Primele experimente cu transmisii radio DRM s-au efectuat în anul 2000 în banda de unde medii din Anglia cu recepție în Germania și emisie din Portugalia în unde scurte, recepția făcându-se în Finlanda sau Cipru. 
În anul 2005 a fost implementat proiectul DRM+ de extindere a sistemului DRM până la benzile de 300 MHz, iar în 2009 DRM + a devenit un standard oficial de distribuție.  
În prezent, multe posturi de radio importante din UE, Asia și America au deja transmisii regulate sau experimentale în DRM. 
În România există transmisii DRM numai ale postului Radio România Internațional. 

## Caracteristici

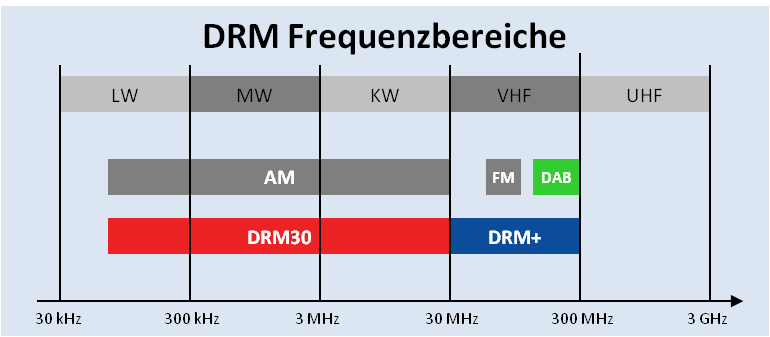
Frecvențele de emisie pentru DRM și DRM+

Radio DRM utilizează același tip de modulație DAB în care în lățimea de bandă a canalului sunt emise un număr mare de pachete de informații audio și alte date auxiliare.
Sunt folosite diferite tipuri de codare în funcție de calitatea audio a semnalului transmis : MPEG-4 AAC este folosit pentru transmisii generale sau de înaltă calitate, MPEG CELP pentru transmisie numai voce, iar HVXC este utilizat pentru transmisie cu o rată foarte mică.
Principalul avantaj al sistemului DRM, este faptul că în cazul transmisiilor în frecvențe joase, aria de acoperire poate fi foarte mare, la dimensiunile unei țări sau chiar al unui continent.
Pentru recepționarea unui post de radio DRM este necesar un aparat de radio compatibil DRM, sau pentru conectare la un PC.
Firma MAYAH din Germania a realizat primul aparat de radio portabil care are integrat pe lângă partea de radio clasic și posibilitatea recepției programelor în format digital DRM. 
Compania Coding Tehnologies a dezvoltat o serie de codecuri speciale pentru sistemul radio DRM și a lansat primul aparat radio DRM pentru calculator pe port USB.
Gama de receptoare DRM mai include radiouri fixe, auto, sau incluse în terminale inteligente PDA, Smartphone, GSM, software specializat etc.